# ABBA: The Tour
ABBA: The Tour, позже также названный ABBA in Concert и ABBA: North American and European Tour 1979, стал третьим концертным туром шведской поп-группы ABBA. Тур прошёл в 1979—1980 годах. Во время тура группа посетила Северную Америку, Европу и Азию, поддержав свой шестой студийный альбом Voulez-Vous. Тур стартовал 13 сентября 1979 года в Эдмонтоне, Альберта, Канада, а завершился 27 марта 1980 года в Токио, Япония. Всего было организовано 52 концерта в 40 городах 13 стран. Поскольку это был последний тур группы перед неофициальным распадом ABBA в конце 1982 года, он включил в себя самый крупный сборник хитов.

## Предыстория

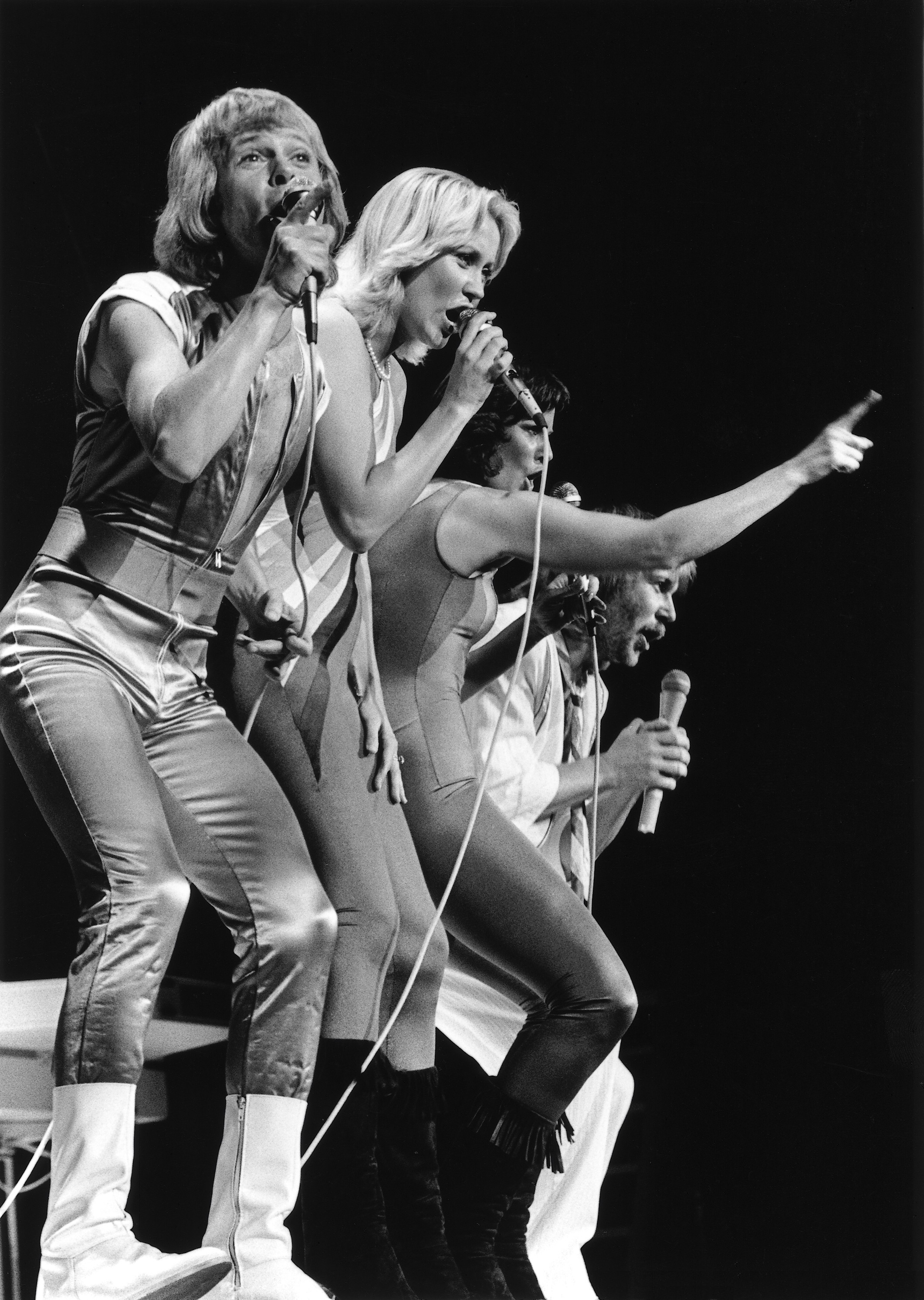
Первое шоу тура в Northlands Coliseum в Эдмонтоне, Альберта, Канада.

За восемь лет с момента образования в 1972 году группа выступила лишь несколько раз. В течение многих лет группа отказывалась от турне по США, потому что они хотели быть хедлайнерами, а не выступать на разогреве. Летом 1977 года под давлением звукозаписывающей компании группа побывала в коротком туре по Европе и Австралии. После выпуска своего шестого альбома Voulez-Vous группа решила отправиться в тур по Северной Америке на один месяц. Бенни Андерссон заявил, что решение отправиться в тур появилось вследствие того, чтобы группа стала более «настоящей» для североамериканской публики. Он также считал, что СМИ не назвали бы ABBA «настоящей» группой, если бы они ни разу не отправились на гастроли.
В январе 1979 года ABBA выступили вместе с Донной Саммер из группы Bee Gees, Оливией Ньютон-Джон и Earth, Wind & Fire на концерте «A Gift of Song — Music for UNICEF» на Генеральной Ассамблее Организации Объединённых Наций в Нью-Йорке. Концерт прошёл при поддержке Детского фонда ООН. Вскоре после этого выяснилось, что между участниками-супругами Бьорном Ульвеусом и Агнетой Фельтског произошла разлука на несколько месяцев. Несмотря на это, Агнета заверила СМИ, что группа по-прежнему сплочена, она заявила: «Сейчас все чувствуют себя очень хорошо. Мы плодотворно работаем вместе, и мы всё ещё способны дать вам кое-что».

Тур был официально объявлен Warner Music Group в мае 1979 года. Старт был дан в Канаде и США, после чего следовал в Европу. Продвигая альбом, квартет начал репетиции тура в июне 1979 года в Стокгольмском концертном зале. Агнета и Анни-Фрид взяли частные уроки вокала, а Бенни и Бьорн занялись организацией тура. В Соединённых Штатах прошла масштабная рекламная кампания. Тур широко рекламировался различными СМИ, включая журнал Billboard, в выпуск которого от 8 сентября 1979 года попал 50-страничный мини-журнал об ABBA. Журнал описал историю группы, а также их успех более чем в 40 странах мира. Также были предоставлены подробности предстоящего тура и личные интервью с каждым участником квартета. Во время одного из интервью Андерссон и Ульвеус отметили, насколько важно для группы было организовать тур, особенно по новой территории. Они заявили:
«Для нас США — это прежде всего вызов. Весь тур для нас является большим испытанием. Сегодня вечером публика была отличной, и всё прошло гладко. Однако у нас было очень странное чувство, мы не гастролировали 2,5 года. У вас нет такой уверенности в себе, какая есть у большинства артистов, которые часто гастролируют, и вы не почувствуете её, пока не окажетесь там, пока не встретитесь с публикой лицом к лицу, появится она или нет…»
Тем не менее, последний запланированный на 4 октября 1979 года концерт ABBA в Соединённых Штатах в Вашингтоне, был отменён из-за эмоционального стресса, который Агнета перенесла во время полета из Нью-Йорка в Бостон. Частный самолёт группы попал в экстремальные погодные условия, из-за чего долго не мог приземлиться.

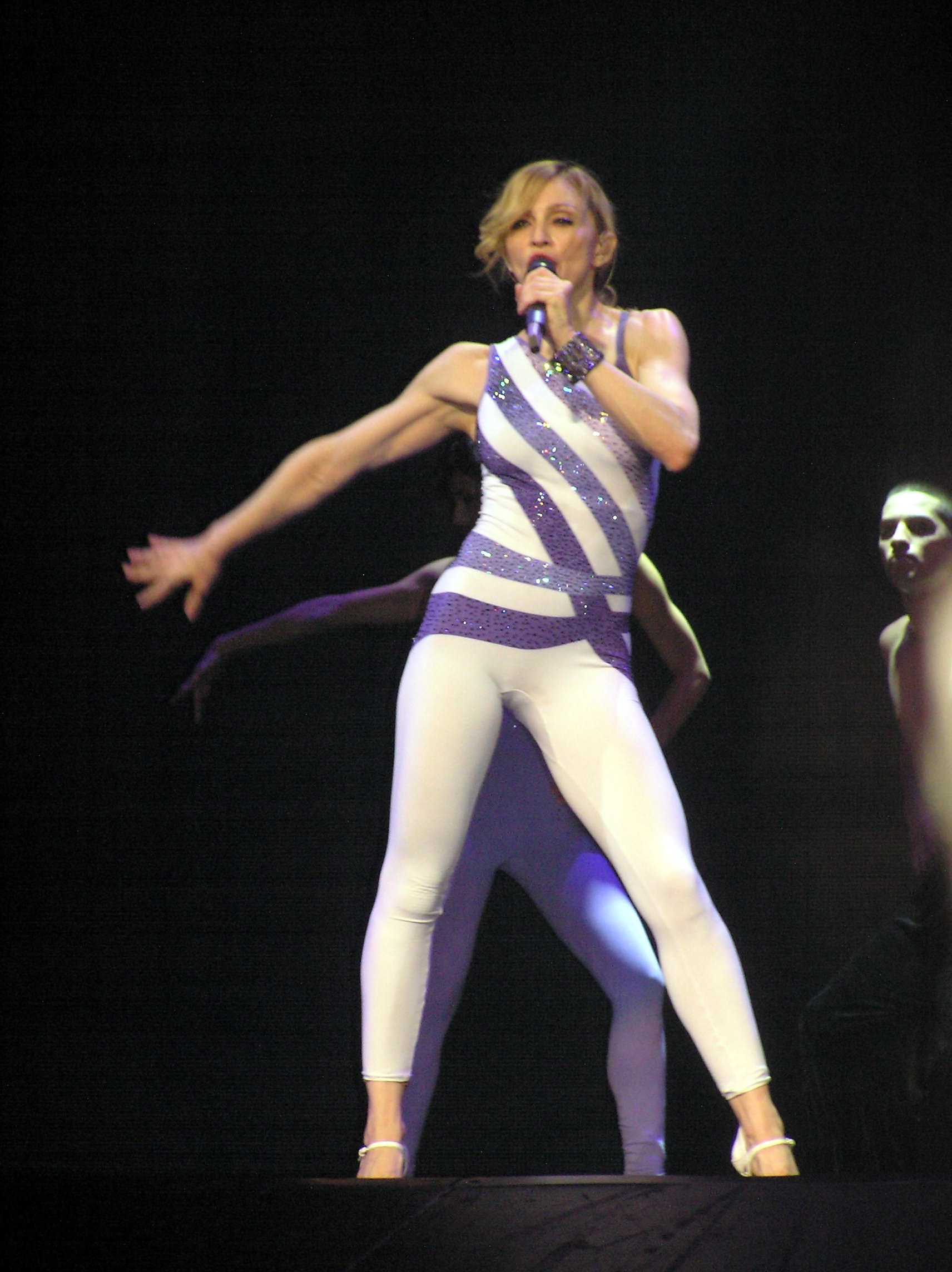
Мадонна выступает во время своего тура Confessions Tour 2006 года в своей версии знаменитого комбинезона, вдохновлённой костюмами ABBA.

Для разогрева перед туром ABBA неожиданно посетили один из ночных клубов Стокгольма, затем репетиции продолжились. По заверениям Андерссона, это помогло группе развить уверенность в себе для выступления на сцене перед большой аудиторией.
Группа вернулась к репетициям в августе 1979 года после окончания промоушена в США и Мексике. Во время репетиций на киностудии Европафильм в Сундбюберге Андерссону и Ульвеусу нужно было написать ещё одну песню для продвижения тура, после чего свет увидела песня Gimme! Gimme! Gimme! (A Man After Midnight).
Сцена для тура представляла собой голубой задник с несколькими треугольными конструкциями, напоминающими айсберги. Именно в этом туре Фельтског и Люнгстад были одеты в культовые комбинезоны синего, фиолетового и цвета индиго. Позже костюмы были воссозданы Мадонной во время её тура Confessions Tour как дань уважения группе.
Пока группа гастролировала по США, их фильм ABBA: The Movie прокатывали в городе после каждого концерта.
Несмотря на высокие оценки критиков, группа не планировала снова гастролировать. Люнгстад заявила, что чувствовала себя в безопасности на сцене, тогда как Фельтског чувствовала себя более комфортно в студии звукозаписи. Группе не понравились условия путешествия во время тура из-за инцидента с самолётом, оказавшимся очень травмирующим для Агнеты. Их реакция на гастроли позже воплотилась в песне Super Trouper. Многие фанаты предположили, что песня представляет собой длинное письмо, написанное новой возлюбленной Ульвеуса, которое показано в строках: «I was sick and tired of everything // When I called you last night from Glasgow // All I do is eat and sleep and sing // Wishing every show was the last show». However the song shifts viewpoint in the lines: «Facing 20,000 of your friends // How can anyone be so lonely // Part of a success that never ends // Still I’m thinking about you only».

Несмотря на то, что участники ABBA продолжали свою музыкальную карьеру в качестве сольных исполнителей, они не воссоединялись на сцене вплоть до концертного тура 2022 года ABBA Voyage. Тур 1979 года считается классическим среди поклонников ABBA; многие современные артисты и трибьют-группы ABBA включили элементы этого тура в свои шоу.

## Список композиций
1. «Gammal Fäbodpsalm» (инструментальное вступление)
2. «Voulez-Vous»
3. «If It Wasn’t for the Nights»
4. «As Good as New»
5. «Knowing Me, Knowing You»
6. «Rock Me»
7. «Not Bad at All»[К 1]
8. «Chiquitita»
9. «Money, Money, Money»
10. «I Have a Dream»[К 2]
11. «Gimme! Gimme! Gimme! (A Man After Midnight)»
12. «S.O.S.»
13. «Fernando»
14. «The Name of the Game»
15. «Eagle»
16. «Thank You for the Music»
17. «Why Did It Have to Be Me»
18. «Intermezzo No. 1» (инструментальная интерлюдия)
19. «I'm Still Alive»[К 3]
20. «Summer Night City»
21. «Take a Chance on Me»
22. «Does Your Mother Know»
23. «Hole in Your Soul»
24. «The Way Old Friends Do»
25. «Dancing Queen»
26. «Waterloo»[К 4]

Также песня «One Man, One Woman» была исполнена в Northlands Coliseum в Эдмонтоне, Альберта, Канада.

## Даты тура
| Даты                          | Город              | Страна     | Место проведения концерта               | Общая посещаемость / Общая вместительность | Выручка  |
| ----------------------------- | ------------------ | ---------- | --------------------------------------- | ------------------------------------------ | -------- |
| Северная Америка              |                    |            |                                         |                                            |          |
| 13 сентября 1979              | Эдмонтон           | Канада     | Northlands Coliseum                     | 15 000 / 15 000                            | —        |
| 15 сентября 1979              | Ванкувер           | Канада     | Pacific Coliseum                        | 13 499 / 13 499                            | $125 387 |
| 17 сентября 1979              | Сиэтл              | США        | Seattle Center Arena                    | 5 000                                      | —        |
| 18 сентября 1979              | Портленд           | США        | Paramount Theatre                       | 2 776 / 2 776                              | —        |
| 19 сентября 1979              | Портленд           | США        | Concord Pavilion                        | 8 096 / 8 096                              | $65 504  |
| 21 сентября 1979              | Анахайм            | США        | ACC Arena                               | 8 924 / 8 924                              | $67 068  |
| 22 сентября 1979              | Сан-Диего          | США        | San Diego Sports Arena                  | 5 360 / 5 360                              | $45 789  |
| 23 сентября 1979              | Темпе              | США        | ASU Activity Center                     | 5 899 / 8 400                              | $47 599  |
| 24 сентября 1979              | Лас-Вегас          | США        | Aladdin Theatre for the Performing Arts | 5 000 / 5 000                              |          |
| 26 сентября 1979              | Омаха              | США        | Omaha Civic Auditorium                  | 6 498 / 7 552                              | $58 870  |
| 27 сентября 1979              | Сент-Пол           | США        | St. Paul Civic Center                   | 11 000                                     |          |
| 29 сентября 1979              | Милуоки            | США        | Milwaukee Auditorium                    | 6 120 / 6 120                              | $50 585  |
| 30 сентября 1979              | Чикаго             | США        | Auditorium Theatre                      | 3 982 / 3 982                              | $35 745  |
| 2 октября 1979                | Нью-Йорк           | США        | Radio City Music Hall                   | 6 015 / 6 015                              |          |
| 3 октября 1979                | Бостон             | США        | Music Hall                              | 4 200 / 4 200                              | $34 006  |
| 6 октября 1979                | Монреаль           | Канада     | Монреаль-Форум                          | 10 000                                     | —        |
| 7 октября 1979                | Торонто            | Канада     | Мейпл Лиф-гарденс                       | 16 400 / 16 400                            | $166 000 |
| Европа                        |                    |            |                                         |                                            |          |
| 19 октября 1979               | Гётеборг           | Швеция     | Скандинавиум                            | 12 400 / 12 400                            | —        |
| 20 октября 1979               | Стокгольм          | Швеция     | Johanneshovs Isstadion                  | 11 000 / 11 000                            | —        |
| 21 октября 1979               | Копенгаген         | Дания      | Falkoner Teatret                        | 2 150 / 2 150                              | —        |
| 23 октября 1979               | Париж              | Франция    | Pavillon de Paris                       | 7 000 / 7 000                              | —        |
| 24 октября 1979               | Роттердам          | Нидерланды | Rotterdam Ahoy                          | 8 400 / 8 400                              | —        |
| 25 октября 1979               | Дортмунд           | ФРГ        | Вестфаленхален                          | —                                          | —        |
| 27 октября 1979               | Мюнхен             | ФРГ        | Olympiahalle                            | —                                          | —        |
| 28 октября 1979               | Цюрих              | Швейцария  | Халленштадион                           | 11 000 / 11 000                            | —        |
| 29 октября 1979               | Вена               | Австрия    | Wiener Stadthalle                       | —                                          | —        |
| 30 октября 1979               | Бёблинген          | ФРГ        | Sporthalle                              | 6 000 / 6 000                              | —        |
| 1 ноября 1979                 | Бремен             | ФРГ        | Stadthalle Bremen                       | —                                          | —        |
| 2 ноября 1979                 | Франкфурт-на-Майне | ФРГ        | Festhalle Frankfurt                     | —                                          | —        |
| 3 ноября 1979                 | Брюссель           | Бельгия    | Forest National                         | —                                          | —        |
| 5, 6, 7, 8, 9, 10 ноября 1979 | Лондон             | Англия     | Wembley Arena                           | 48 000 / 48 000                            | —        |
| 11, 12 ноября 1979            | Стаффорд           | Англия     | Bingley Hall                            | 15 000 / 15 000                            | —        |
| 13 ноября 1979                | Глазго             | Шотландия  | The Apollo                              | 3 500 / 3 500                              | —        |
| 15 ноября 1979                | Дублин             | Ирландия   | RDS Main Hall                           | 4 000 / 4 000                              | —        |
| Азия                          |                    |            |                                         |                                            |          |
| 12, 13 марта 1980             | Токио              | Япония     | Ниппон Будокан                          | 72 000 / 72 000                            | —        |
| 14 марта 1980                 | Корияма            | Япония     | Sōgō Taiikukan                          | 7 000 / 7 000                              | —        |
| 17, 18 марта 1980             | Токио              | Япония     | Nippon Budokan                          | —                                          | —        |
| 20 марта 1980                 | Фукуока            | Япония     | Fukuoka Kyuden Kinen Gymnasium          | 2 000 / 2 000                              | —        |
| 21, 22 марта 1980             | Осака              | Япония     | Festival Hall                           | 5 400 / 5 400                              | —        |
| 24 марта 1980                 | Нагоя              | Япония     | Aichi Prefectural Gymnasium             | 4 400 / 4 400                              | —        |
| 26, 27 марта 1980             | Токио              | Япония     | Nippon Budokan                          | —                                          | —        |

## Критика
Брайан Бреннан из Calgary Herald был очень впечатлён сценическим выступлением ABBA с учётом того, что группа ранее не гастролировала по Северной Америке, хотя он чувствовал, что концерт был очень скромным по сравнению с популярностью группы, заявив: «[…] разочаровало низкое качеством звука, что, очевидно, фатально для любой группы, мастерство которой зависит от качества студийных технологий. В течение первой части выступления исполнителям не хватало сверхзаряженной энергичности и провокационной самоуверенности, обычно присущих артистам высшей лиги. Однако благодаря хладнокровию и профессионализму, точности и идеальной программе шоу работало как машина от начала до конца».

## Трансляции и записи
Тур был показан в фильме «ABBA in Concert». В фильме запечатлены концерты ABBA на арене Уэмбли в ноябре 1979 года в Лондоне, Англия. ABBA in Concert первоначально транслировался по телевидению BBC и NBC в 1980 году, затем был выпущен на VHS в 1980 году и DVD в 2004 году.
В конце 2013 года Бенни Андерссон упомянул в интервью, что готовится «новый концертный альбом ABBA live at Wembley». 6 февраля 2014 года на Radio Sweden Бенни подтвердил следующее: «Universal выпустит концертный альбом, который станет последним концертом на Уэмбли. Когда это было? 79? И так, как это было. Ничего не было исправлено. Просто… мы записали его, и он выйдет позже в этом году».
9 июня 2014 года официальные аккаунты ABBA в Facebook и Instagram объявили о выпуске альбома Live at Wembley Arena. На следующий день, 10 июня, был обнародован полный трек-лист. 29 сентября, 26 сентября в Австралии и 30 сентября альбом был выпущен в США и Канаде. Набор из 2 компакт-дисков и 3 виниловых пластинок включил в себя исполнение Агнетой «I’m Still Alive», которое исполнялось только в этом туре. Эта песня впервые была выпущена на коммерческой основе.

## Почтовая марка
1 октября 1983 года в рамках Всемирного дня музыки, учреждённого Международным музыкальным советом ЮНЕСКО, шведская Posten AB выпустила набор из пяти марок, посвящённых музыке Швеции.
Изображение ABBA, выгравированное Чеславом Слания с фотографии Андерса Хансера на четвёртом концерте тура (Portland Paramount Theater), было увековечено на марке поп-музыки в наборе Posten. На других марках были представлены исполнители шведской классической, оперной, народной и джазовой музыки.

## Комментарии
1. ↑  Исполнена бэк-вокалистами и Томасом Лединым[англ.]
2. ↑  Исполнялась в каждом городе вместе с местным детским хором.
3. ↑  Песня авторства Агнеты Фельтског, исполнена ею же на фортепиано.
4. ↑  Включена в список композиций после концерта в Анахайме. Исполнялась до конца тура в Торонто.
5. ↑  Даты через запятую означают, что концерты шли в каждую из этих дат на одной и той же площадке